# Виа Клодия
Виа Клодия (на латински: Via Clodia) е римски път, започващ от Рим и през Клузиум (Киузи), Аретиум (Арецо), Флоренция, Лука, до Луна се свързва с Виа Аврелия или Виа Емилия Скавра и води към Генуа.